# Qalaat al-Madiq (nahija)
Nahija Qalaat al-Madiq (ar. ناحية قلعة المضيق)  je sirijska nahija u okrugu Al-Suqaylabiyah u pokrajini Hama. Po popisu iz 2004. (prije rata), nahija je imala 85.597 stanovnika. Administrativno sjedište je u naselju Qalaat al-Madiq.